# Brigade de surveillance et de recherche
Pour les articles homonymes, voir BSR.
La Brigade de Surveillance et de Recherche de la gendarmerie (BSR, en néerlandais : Bewakings- en opsporingsbrigade) était une subdivision de la gendarmerie belge.

## Historique
Créée en 1945, elle était destinée à la recherche, à l'interprétation des renseignements et à la surveillance des groupes à risque, à la recherche et au constat des infractions judiciaires graves. Ses membres opéraient habillés en civil. Aujourd'hui la gendarmerie et la BSR n'existent plus.  Lors de la réforme policière du 1er janvier 2001, elles ont été incorporées dans la structure de la police belge.